# Mariano Herrón
Mariano Andres Herrón Valera (né le 24 février 1978 à Buenos Aires, en Argentine) est un joueur de football hispano-argentin. Son poste est milieu de terrain et il évolue actuellement au CA Independiente.

## Carrière
Il a commencé sa carrière sportive aux Argentinos Juniors et il a ensuite évolué dans d'autres clubs argentins comme San Lorenzo de Almagro et CA Rosario Central. Il est aussi passé par l'Espagne, à Lleida et par la France, à Montpellier.
En 2005 il signe au CA Independiente et le 18 avril 2008 il marque son premier but en match officiel.

## Clubs
| Club                   | Pays      | Année      |
| ---------------------- | --------- | ---------- |
| Argentinos Juniors     | Argentine | 1998-1999  |
| Montpellier            | France    | 2000       |
| Argentinos Juniors     | Argentine | 2000-2002  |
| San Lorenzo de Almagro | Argentine | 2002-2003  |
| Rosario Central        | Argentine | 2003-2004  |
| Lleida                 | Espagne   | 2004-2005  |
| Independiente          | Argentine | 2005-..... |